# Martina Fidanza
Martina Fidanza (* 5. November 1999 in Bergamo) ist eine italienische Radrennfahrerin, die auf Bahn und Straße aktiv ist.

## Sportliche Laufbahn
Martina Fidanza stammt aus einer Radsportfamilie: Ihr Vater Giovanni Fidanza war Profi von 1989 bis 1997, auch ihre Mutter Nadia Baldi betrieb Radrennsport. Ihre ältere Schwester Arianna ist seit 2014 als Radrennfahrerin erfolgreich, und auch die jüngere Schwester Eleonora war als Radsportlerin aktiv. Giovanni Fidanza fungiert zudem als Sportlicher Leiter des Teams Eurotarget-Bianchi-Vittoria, für das seine beiden älteren Töchter fahren (Stand 2019). Martina Fidanza bestreitet ungewöhnlicherweise auf der Bahn sowohl Rennen in den Kurzzeit- wie auch in den Ausdauerdisziplinen und startet überdies bei Rennen auf der Straße. Die italienische Radsportwebseite Cicloweb titelte: „Fidanza, talento in abbondanza“ („Fidanza, Talent im Überfluss“).
2016 wurde Martina Fidanza gemeinsam mit Gloria Manzoni italienische Junioren-Meisterin im Teamsprint. Im Jahr darauf wurde sie in Scratch und Mannschaftsverfolgung sowohl  Junioren-Weltmeisterin wie auch Junioren-Europameisterin. Bei den Europameisterschaften errang sie zudem die Silbermedaille im Keirin. 2018 und 2019 wurde sie italienische Meisterin der Elite im Keirin.
2019 startete Fidanza beim Lauf des Bahn-Weltcups in Hongkong und gewann im Scratch; bei den folgenden Bahnweltmeisterschaften im polnischen Pruszków stürzte sie schwer. Bei den Europaspielen in Minsk errang sie in dieser Disziplin die Silbermedaille. 2020 wurde sie dreifache U23-Europameisterin in Scratch und im Zweier-Mannschaftsfahren (mit Chiara Consonni) sowie mit Chiara Consonni, Marta Cavalli und Vittoria Guazzini in der Mannschaftsverfolgung. Bei den Bahn-Europameisterschaften der Elite errang sie den Titel im Scratch.
Mitte Dezember 2021 musste sich Martina Fidanza wegen einer Tachykardie einer Operation am Herzen unterziehen. 2021 und 2022 wurde sie Weltmeisterin im Scratch, 2022 zudem in der Mannschaftsverfolgung. 2022 wurde sie Mitglied im deutschen Ceratizit-WNT Pro Cycling Team, mit dem sie vermehrt an Straßenradrennen teilnahm. Ihren ersten internationalen Erfolg auf der Straße erzielte sie mit einem Etappenerfolg beim Giro della Toscana Femminile 2022. Weiterhin auch auf der Bahn aktiv, war sie Mitglied des italienischen Teams in der Mannschaftsverfolgung, das 2023 Vizeeuropameister und 2024 Europameister und Vizeweltmeister sowie 2025 erneut Europameister wurde. Bei den Olympischen Spielen 2024 kam das Team in der Mannschaftsverfolgung auf den vierten Platz.
2024 konnte Fidanza auf der Straße drei Siege ihrem Palmarès hinzufügen, davon zwei Etappenerfolge bei der Thüringen Ladies Tour. Zur Saison 2025 wechselte sie zum Team Visma-Lease a Bike.

## Erfolge

### Bahn
2016
- Italienische Junioren-Meisterin – Teamsprint (mit Gloria Manzoni)

2017
- Junioren-Weltmeisterin – Scratch, Mannschaftsverfolgung (mit Letizia Paternoster, Chiara Consonni und Vittoria Guazzini)
- Junioren-Europameisterin – Scratch, Mannschaftsverfolgung (mit Letizia Paternoster, Chiara Consonni und Vittoria Guazzini)
- Junioren-Europameisterschaft – Keirin

2018
- U23-Europameisterschaft – Teamsprint (mit Miriam Vece)
- Italienische Meisterin – Keirin

2019
- Bahn-Weltcup in Hongkong – Scratch
- Europaspiele – Scratch
- Italienische Meisterin – Keirin

2020
- U23-Europameisterin – Scratch, Zweier-Mannschaftsfahren (mit Chiara Consonni), Mannschaftsverfolgung (mit Chiara Consonni, Marta Cavalli und Vittoria Guazzini)
- Europameisterin – Scratch

2021
- Europameisterschaft – Mannschaftsverfolgung (mit Martina Alzini, Rachele Barbieri und Silvia Zanardi)
- Italienische Meisterin – Zweier-Mannschaftsfahren (mit Rachele Barbieri)
- Weltmeisterin – Scratch
- Weltmeisterschaft – Mannschaftsverfolgung (mit Martina Alzini, Chiara Consonni, Elisa Balsamo und Letizia Paternoster)

2022
- Nations’ Cup in Milton – Scratch, Mannschaftsverfolgung (mit Elisa Balsamo, Silvia Zanardi, Chiara Consonni und Barbara Guarischi)
- Weltmeisterin – Scratch, Mannschaftsverfolgung (mit Elisa Balsamo, Chiara Consonni, Martina Alzini und Vittoria Guazzini)
- Italienische Meisterin – Ausscheidungsfahren, Keirin

2023
- Europameisterschaft – Mannschaftsverfolgung (mit Elisa Balsamo, Martina Alzini, Vittoria Guazzini und Letizia Paternoster)
- Italienische Meisterin – Scratch, Omnium, Zweier-Mannschaftsfahren (mit Martina Alzini), Mannschaftsverfolgung (mit Martina Alzini, Sara Fiorin und Francesca Pellegrini)

2024
- Europameisterin – Mannschaftsverfolgung (mit Elisa Balsamo, Vittoria Guazzini und Letizia Paternoster)
- Europameisterschaft – Scratch
- Weltmeisterschaft – Mannschaftsverfolgung (mit Martina Alzini, Chiara Consonni Vittoria Guazzini und Letizia Paternoster)

2025
- Europameisterin – Scratch, Mannschaftsverfolgung (mit Martina Alzini, Chiara Consonni, Vittoria Guazzini)
- Europameisterschaften – Zeitfahren

### Straße
2022
- eine Etappe Giro della Toscana Femminile

2023
- Ronde de Mouscron

2024
- Grand Prix Mazda Schelkens
- zwei Etappen Thüringen Ladies Tour

2025
- Festival Elsy Jacobs (Luxemburg-Stadt)
- Trofee Maarten Wynants
- eine Etappe Baloise Ladies Tour